# Vincennes (Schiff, 1937)
Die USS Vincennes (CA-44) war ein Schwerer Kreuzer der United States Navy. Sie war das letzte Schiff der New-Orleans-Klasse. Benannt war das Schiff nach der Stadt Vincennes im Bundesstaat Indiana.
Das Schiff wurde 1933 in Auftrag geben und von der Bethlehem Shipbuilding Corporation erbaut. Es sank in der Schlacht vor Savo Island am 9. August 1942.

## Wichtige Einsätze
Die USS Vincennes fuhr im Juni 1940 nach Französisch-Marokko, um eine Ladung Gold für den Transport in die Vereinigten Staaten zu laden. Nachdem der Kreuzer am 10. Juni die nordafrikanischen Gewässer verlassen hatte, kehrte es in die Vereinigten Staaten zurück.
Das Schiff hatte in den folgenden Monaten Aufgaben bei den sogenannten Neutralitätspatrouillen der US Navy, als sich die amerikanischen Seestreitkräfte im Nordatlantik in einem De-facto-Krieg mit Deutschland befanden. Das Schiff fuhr Ende November 1940 mit dem Konvoi WS-12, einem amerikanischen Transport mit britischen Truppen, von der US-Ostküste nach Südafrika.
Der Schwere Kreuzer verließ San Francisco am 2. April 1942 als Teil der Fast Carrier Task Force 18 (TF 18) mit dem Flugzeugträger Hornet. 16 mittlere Bomber der US-Army vom Typ North American B-25 starteten am 18. April von der Hornet zum Doolittle Raid, einem Überraschungsangriff auf Tokio.
Vom 4. bis zum 7. Juni 1942 nahm die Vincennes an der Schlacht um Midway teil. Erst am 4. Juni schloss sich der Kreuzer der TF 16 an. Nachdem amerikanische Luftangriffe drei der vier japanischen Flugzeugträger versenkt hatten, wurde die Vincennes zu TF 17 geschickt, um die Luftabwehr um den Träger Yorktown zu verstärken, nachdem dieser bei einem Sturzflugangriff beschädigt worden war. Um 16:40 Uhr näherte sich von Norden eine Gruppe japanischer Nakajima-B5N-„Kate“-Torpedobombern vom Flugzeugträger Hiryū. Das Radar der TF 17 entdeckte sie in 24 km Entfernung. Als Schutzschild gingen die Begleitschiffe in Position, um eine optimale Konzentration des Flakfeuers auf den herannahenden Flugzeuge zu erreichen. Die Flakgeschütze der Vincennes eröffneten um 16:44 Uhr das Feuer mit ihren 130-mm-, 20-mm- und 28-mm-Flakbatterien. Die Vincennes erhöhte ihre Geschwindigkeit auf 25 Knoten und drehte langsam nach Steuerbord, wobei sie ihre Backbordgeschütze auf den Feind gerichtet hielt. Die Geschütze trafen eine „Kate“, die 140 m vor ihrem Backbordbug ins Meer stürzte. Beim Angriff wurde die Yorktown schwer getroffen. Sie hatte Schlagseite nach Backbord und kam langsam zum Stillstand. Die Vincennes und der Schwere Kreuzer Astoria fuhren um den Träger herum und als Schutz vor weiteren Luftangriffen. Am 6. Juni schlüpfte das japanische U-Boot I-168 durch einen Schutzschirm von sechs Zerstörern und torpedierte die Yorktown und den Zerstörer Hammann, der dabei versenkt wurde. Die Yorktown selbst sank früh am Morgen des 7. Juni.

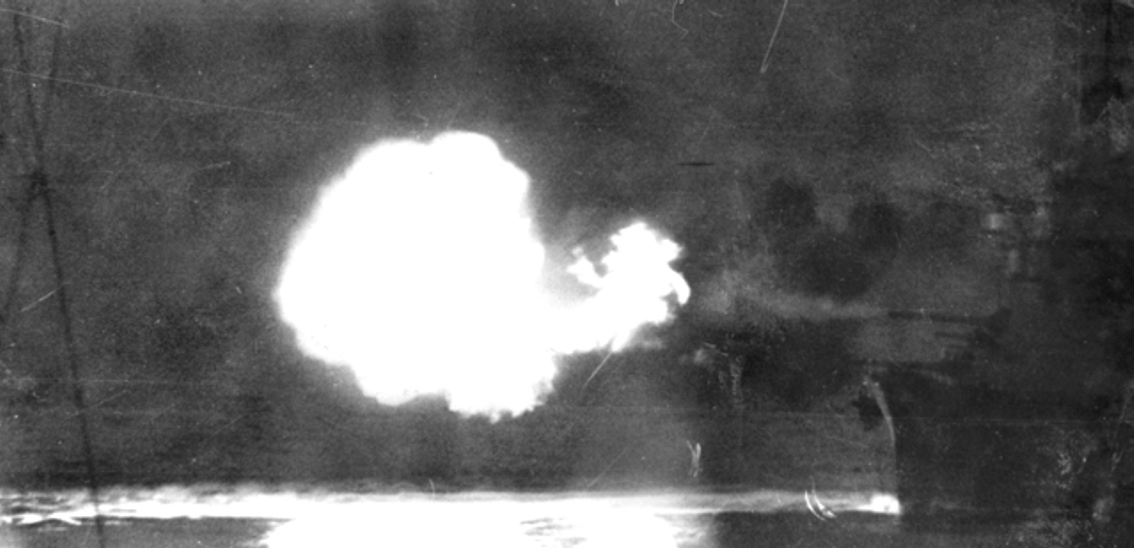
Die Vincennes bei der Beschießung von Guadalcanal am Morgen des 7. August 1942.

Ab dem 7. August war der Kreuzer bei der Schlacht um Guadalcanal Flaggschiff der Task Group 62.3., welche die Deckungsgruppe für die Transportschiffe bei der Landung der US-Marines war. Bei Tagesanbruch katapultierte das Schiff bei bedecktem Himmel seine Bordflugzeuge zur Aufklärung in die Luft und begann den Beschuss der Küste. Währenddessen stürmten die Marines aus ihren Landungsbooten. Kurz nach 13:20 Uhr starteten japanischen Flugzeuge einen Gegenangriff. Der Kreuzer war eines der ersten Schiffe, die das Feuer auf die Flugzeuge eröffneten. Die Japaner wurden gezwungen, ihre Bomben vorzeitig abzuwerfen, und zogen sich erfolglos zurück. Die Flakgeschütze des Schiffes konnten beim Angriff zwei japanische Flugzeuge abschießen. Nach Sonnenuntergang zogen sich die US-Deckungsschiffe von der Küste zurück, um Aufklärungspatrouillen in den umliegenden Gewässern durchzuführen. Bei Tagesanbruch kehrten die Schiffe zu ihren Deckungsaufgaben zurück. Um 11:58 Uhr flogen 27 japanische Bomber vom Typ Mitsubishi G4M „Betty“ einen Torpedoangriff im Tiefflug. Sie wurden von den Transportschiffen und den sie schützenden Kreuzern und Zerstörern unter Beschuss genommen. Während des folgenden Gefechts setzte der Kreuzer seine neun 200-mm-Geschütze ein und trug dazu bei, mindestens sieben „Bettys“ abzuschießen, die in einer Höhe von nur 7 bis 15 m flogen. Die Wasserspritzer der Granaten der 200-mm-Hauptbatterie ließen die japanischen Piloten in Wasserwände fliegen oder zwangen sie, ihren Anflug drastisch zu ändern. Die USS Vincennes wich einem Torpedo aus, der unter ihrem Heck vorbeischwamm, und wich einer Bombe aus, die neben ihrer Backbordseite einschlug. Der neben dem Kreuzer liegende Zerstörer USS Jarvis sank infolge eines Torpedotreffers. In den Nachmittagsstunden meldete die Luftaufklärung eine japanische Überwasserstreitmacht, die vom Stützpunkt in Rabaul herankam.

## Versenkung

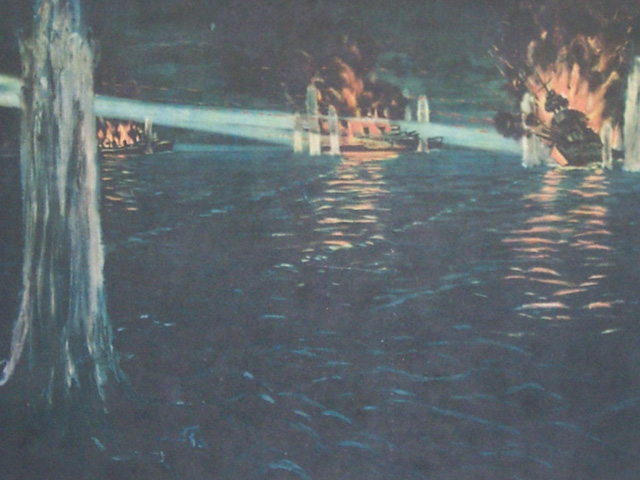
Japanisches Bild der Nachtschlacht am 9. August 1942

US-Dokumentation der Treffer bei der Versenkung

Am Morgen des 9. August 1942 griff ein Schiffsverband der japanischen Flotte mit fünf Schweren, zwei Leichten Kreuzern und einem Zerstörer unter dem Kommando von Vizeadmiral Mikawa Gun’ichi im Ironbottom Sound bei der Schlacht vor Savo Island den australischen und US-amerikanischen Schiffsverband an. Gegen 01:45 Uhr entdeckten Soldaten im Ausguck der Vincennes Leuchtraketen in südlicher Richtung, begleitet von dem leisen Grollen von Geschützfeuer. Die Soldaten im Ausguck sahen die Ausschaltung der südlichen Kampfgruppe des australisch-amerikanischen Schiffsverbandes. Unbemerkt von den Besatzungen der nördlichen Kampfgruppe bewegte sich die feindliche Streitmacht direkt auf die Vincennes zu. Die ersten Suchscheinwerferstrahlen der japanischen Kreuzer erfassten die Vincennes kurz nach 01:55 Uhr. Der amerikanische Kreuzer eröffnete mit seiner Hauptbatterie das Feuer auf die Suchscheinwerfer. Innerhalb einer Minute wurde das Schiff nun von japanischen Granaten eingedeckt und unter anderem von achtzölligen panzerbrechenden Granaten getroffen. Die Brücke, die Tischlerei, der zweite Hauptturm und die Funkantennenschächte wurden alle bereits von der ersten Salve getroffen. Der Kommandant befahl, den Kurs nach Backbord zu ändern und die Geschwindigkeit zu erhöhen. Wegen der bereits gestörten internen Kommunikation ist es zweifelhaft, ob der Befehl noch den Maschinenraum erreichte. Immer noch mit 19,5 kn fahrend erlitt das Schiff eine weitere Gruppe von Volltreffern, die unter anderem die Bordflugzeuge im Hangarraum in Brand setzten. Die Flammen wurden schnell unkontrollierbar. Um 02:00 Uhr drehte die Vincennes nach Steuerbord, um dem feindlichen Geschützfeuer zu entgehen. Nach einem Torpedotreffer im Maschinenraum mit ein oder zwei Typ-93-Torpedos des japanischen Kreuzers Chōkai war das Schiff antriebslos und steuerlos. Der Torpedo Typ 93 ist in der westlichen Welt unter dem Namen Long-Lance Torpedo bekannt. Es handelte sich sowohl um den Torpedo mit der größten Reichweite als auch um den mit dem größten Sprengkopf, der im Zweiten Weltkrieg zum Einsatz kam. Der Schwere Kreuzer Canberra wurde bei der Schlacht ebenfalls durch Typ-93-Torpedos versenkt; die Chicago wurde beschädigt. Weitere Granaten setzten die Geschütze der Vincennes schnell außer Gefecht. Das Schiff kam zum Stillstand. Es wurde im Gefecht mindestens 85-mal von 8-Zoll-Granaten (200 mm) und 5-Zoll-Granaten (130 mm) getroffen. Als die Schlagseite der Vincennes nach Backbord zunahm, gab Kommandant Riefkohl um 02:30 Uhr den Befehl zum Verlassen des Schiffes. Um 02:40 Uhr sprang der Kapitän als letzter lebender Soldat in das Wasser. Das Schiff versank um 02:50 Uhr. 332 Besatzungsmitglieder überlebten nicht und sind offiziell als Gefallene verzeichnet.
Das Wrack der USS Vincennes wurde Anfang 2015 während eines Sonar-Kartierungsprojekts des Ironbottom Sound unter der Leitung von Microsoft-Mitbegründer Paul Allen entdeckt.